# Культурное разнообразие
Культурное разнообразие — наличие множества самых разнообразных культур в отличие от монокультуры, глобальной монокультуры или стирания культурных различий, что, в общем-то, схоже с упадком культуры. Понятие «культурное разнообразие» может также означать уважение к особенностям иных культур. Иногда термин «культурное разнообразие» применяется для обозначения факта существования человеческих обществ или культур в конкретных регионах или вообще в мире. В термин «глобализация» часто закладывается негативное воздействие на разнообразие мировых культур.

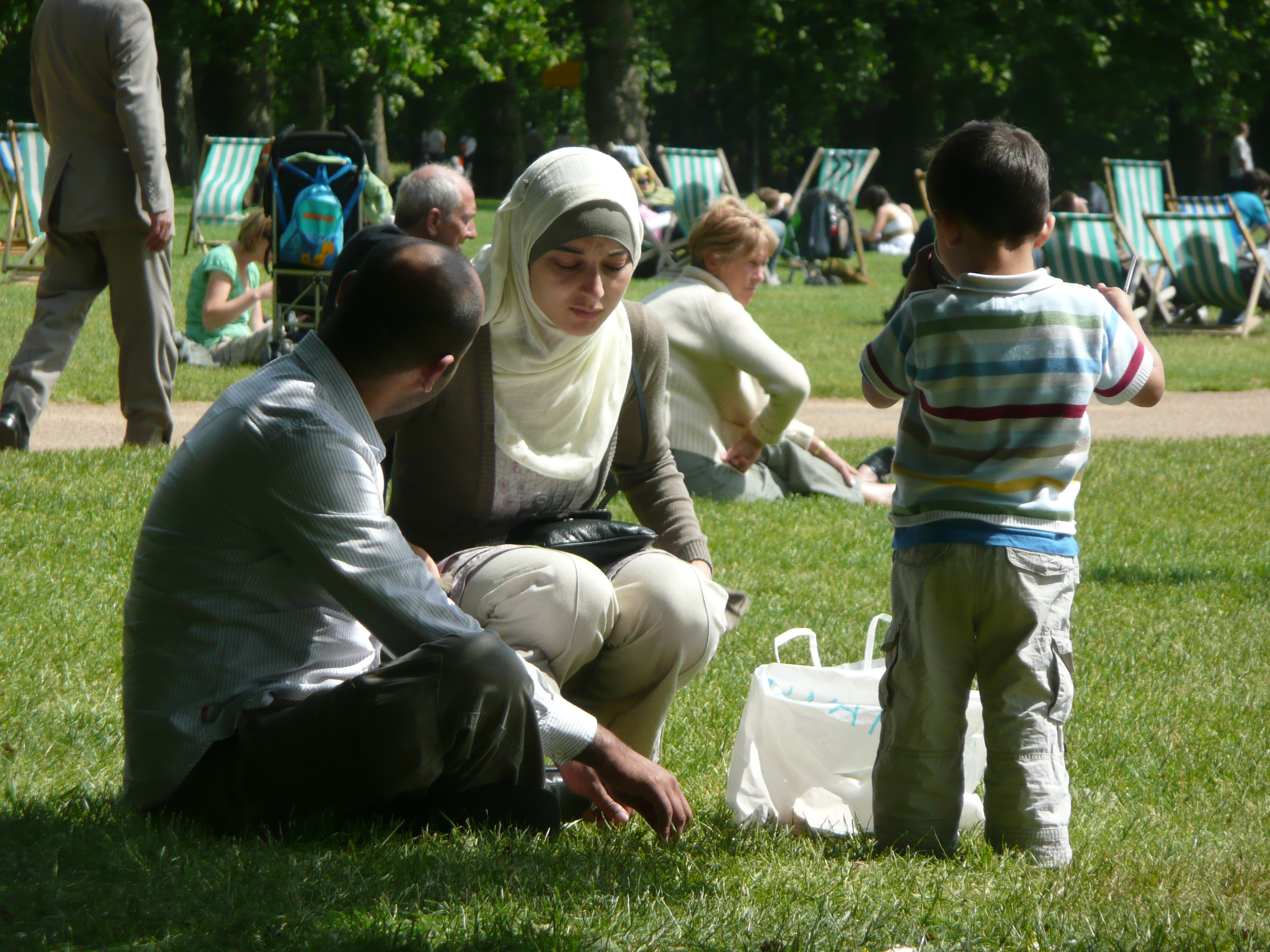
Представители различных культур в парке в Лондоне

## Общее представление
В мире существует множество отдельных сообществ, существенно отличающихся друг от друга. Многие из них сохранили эти отличия до настоящего времени. Существуют культурные различия между людьми, такие как язык, одежда и традиции. Даже сама по себе организация общества может отличаться существенным образом, например, отношением к морали, или отношением к окружающей среде. Культурное разнообразие может рассматриваться как аналог биоразнообразия.

## За и против
По аналогии с биоразнообразием, которое рассматривается как фактор длительного существования всего живого на земле, можно утверждать, что культурное разнообразие является жизненно важным для длительного существования человечества; и что сохранение самобытных культур может быть важным, так как сохраняет существование биологических видов и экосистем в целом. Генеральная конференция ЮНЕСКО пришла к такому выводу в 2001 году, утвердив положения Статьи 1 Всеобщей декларации о культурном разнообразии, которая гласит, что «культурное разнообразие необходимо для человечества как биоразнообразие необходимо для природы».

Некоторые люди оспаривают это утверждение по нескольким причинам. Во-первых, как большинство эволюционных факторов человеческого естества, важность культурного разнообразия для продолжения существования является непроверенной гипотезой, которая не может быть ни подтверждена, ни опровергнута. Во-вторых, можно возразить, что сохранять «менее развитые сообщества» является неэтичным, так как это лишает множество людей, составляющих такие сообщества, преимуществ использования новых технических и медицинских новшеств, которые использует «развитый» мир.
Также как сохранение бедности в слаборазвитых странах в качестве «культурного разнообразия» является неэтичным, неэтичным является и сохранение любых религиозных обрядов просто потому, что они рассматриваются как составляющая часть культурного разнообразия. Определенные религиозные обряды признаны Всемирной организацией здравоохранения и ООН неэтичными, в том числе женское обрезание, полигамия, детский брак и человеческое жертвоприношение.

С развитием глобализации исторически сложившиеся государства попали под неимоверное давление. В наше время развивающихся технологий, информация и капитал выходят за географические границы и переформатируют взаимосвязи между рынками, странами и людьми. В частности, развитие средств массовой информации оказало существенное воздействие на людей и сообщества по всему земному шару. При наличии определенной пользы такая общедоступность негативно воздействует на индивидуальность сообществ. При условии быстрого распространения информации по всему миру, значение культуры, культурных ценностей и стилей подвержено риску усреднения. В результате степень самоидентификации личности и сообщества может начать ослабляться.

Некоторые люди, в частности, те, которые имеют сильные религиозные убеждения, поддерживали идею того, что сохранение определенной модели сообщества и определенных аспектов такой модели — в интересах каждого человека и всего человечества.
В настоящее время общение между теми или иными странами становится все более интенсивным. Всё больше студентов принимают решение учиться на других континентах, чтобы прочувствовать на себе культурное многообразие. Их цель — расширить свои горизонты и развить свою личность путем познания жизни на других континентах. Например, согласно труду Фенглинга, Чена, Ду Яьнюня и Ю Ма, «Академическая свобода в Народной Китайской Республике и в Соединенных Штатах Америки», утверждается, что образование в Китае главным образом строится, «как это принято, на подробном растолковании материала и механического заучивания наизусть». Китайская традиционная система образования основана на стремлении заставить студентов воспринимать определенный устоявшийся контент. И «в учебных аудиториях китайские профессора являются носителями знаний и символом власти; студенты в Китае в целом относятся к своим преподавателям с большим уважением». С другой стороны, в системе образования Соединенных Штатов Америки «американские студенты считают преподавателей колледжей равными себе». Кроме этого, поощряются споры с преподавателями. Открытая свободная дискуссия на самые разнообразные темы свойственна большинству американских колледжей и университетов. Дискуссия является главным отличием систем образования Китая и Соединенных Штатов Америки. Но мы не можем однозначно заявить, которая из них лучше, потому что каждая культура имеет свои преимущества и характерные черты. Именно эти различия и культурное разнообразие делают наш мир многоцветным. Студенты, которые учатся за рубежом, при том условии, что они сочетают в своем развитии позитивные аспекты двух различных культур, обретают конкурентное преимущество для своей карьеры в целом. В частности, с учетом нынешнего процесса глобализации экономики, люди, впитавшие в себя опыт разных культур, в современном мире более конкурентоспособны.

## Количественные данные
Культурное разнообразие не поддается подсчету, но в качестве индикатора можно использовать количество языков, на которых говорят в регионе или в мире в целом. Используя этот индикатор, мы можем не учитывать период стремительного экономического спада, оказавшего существенное влияние на мировое культурное многообразие. Исследования, проведенные в 90-х годах прошлого века Дэвидом Кристалом (Почетным профессором лингвистики Университета Уэльса, Бангор) доказали, что в тот период, в среднем, в течение двух недель выходил из употребления один язык. Он подсчитал, что если коэффициент вымирания языков сохранится, то к 2100 году более 90 % языков, на которых говорят в настоящее время, исчезнут.

Перенаселенность, иммиграция и империализм (по причине войн и культурного характера) являются причинами, которые следует принимать во внимание при объяснении вымирания языков. Вместе с тем, можно также утверждать, что с приходом глобализации уменьшение культурного разнообразия неизбежно, поскольку обмен информацией зачастую приводит к гомогенизации.

## Культурное наследие
Всеобщая декларация о культурном разнообразии, принятая ЮНЕСКО в 2001 году, является правовым документом, который признает культурное разнообразие «общим достоянием человечества» и считает его охрану конкретным этическим обязательством, неотделимым от уважения человеческого достоинства.
Кроме Декларации о принципах, принятых в 2003 году на Женевской сессии Всемирного саммита по информационному сообществу (WSIS) Конвенция ЮНЕСКО о защите и поощрении разнообразия форм культурного самовыражения, принятая в октябре 2005 года, также является юридически обязывающим документом, который признает, что:
- особый характер культурных товаров, услуг и деятельности является основой самобытности, ценностей и смыслового содержания;
- пока культурные товары, услуги и деятельность имеют важное экономическое значение, они являются не просто товарами широкого потребления, к которым можно относиться как к объектам торговли.[7]

В декларации утверждается, что «растет давление, оказываемое на страны, в целях отказа от их прав проводить собственную культурную политику и от любых аспектов в культурном секторе в ходе проведения переговоров по заключению соглашений о международной торговле». В настоящее время 116 стран-участниц, а также Европейский Союз ратифицировали Конвенцию (кроме США, Австралии и Израиля). Этот мягкий правовой инструмент (не имеющий обязательной силы), предназначенный для регулирования мировой торговли, стал точным показателем европейского политического выбора. В 2009 году Европейский суд поддержал широкий взгляд на культуру — помимо культурных ценностей посредством защиты фильмов или цели продвижения лингвистического разнообразия, признанного ранее.

Также следует помнить о Конвенции об охране нематериального культурного наследия, ратифицированной 20 июня 2007 года 78 странами, в которой сказано:

Нематериальное культурное наследие, передаваемое от поколения поколению, постоянно воссоздает сообщества и группы, сохраняющиеся под влиянием окружающей среды во взаимодействии с природой и историей, и придает им ощущение идентичности и постоянности существования, отдавая, таким образом, дань культурному многообразию и творческим способностям человека.

Культурное разнообразие также поощряется Монреальской декларацией 2007 года и Европейским Союзом. Идея всеобщего мультикультурного наследия охватывает несколько идей, которые не являются взаимоисключающими (см. мультикультурализм). Помимо языкового различия, существуют различия религиозные и различия в традициях.
В частности, план «Повестка дня на 21-й век для развития культуры» является первым документом мирового уровня, который предусматривает обязательства городских и местных властей развивать культуру и содействовать сохранению культурного разнообразия.

## Защита культурного разнообразия
Защита культурного разнообразия может иметь несколько значений:
- равновесие, которое должно быть достигнуто: то есть, идея защиты культурного разнообразия путем проведения мероприятий в пользу незащищенных «культурных меньшинств»;
- защита «культурных меньшинств», находящихся под угрозой исчезновения;
- иные случаи, когда говорят о «защите культуры», ссылаясь на концепцию «культурной исключительности». При этом создается связь между социальным представлением о культуре и представлением, присущим ее коммерциализации. Культурная исключительность подчеркивает особенность культурных товаров и услуг, включая те, которые признаны Европейским союзом в Декларации о культурном разнообразии. При этом целью является защита от так называемого «превращения продукта в товар», которое считается пагубным для «ущемленных» культур — поддержка их развития посредством грантов, стимулирующих акций и т. п., известных также как «культурный протекционизм»;
- такая защита может быть отнесена к положениям о «культурных правах», попытка внедрить которые осуществлялась в 1990-е годы в Европе.

### Культурное единообразие
Культурное разнообразие представляется как антитеза культурному единообразию.
Некоторые (включая ЮНЕСКО) опасаются, что происходит внедрение культурного единообразия. В поддержку этого аргумента они приводят следующие доказательства:
- исчезновение множества языков и диалектов, например, во Франции, не имеющих законного статуса и государственной защиты (баскский, бретонский, корсиканский, окситанский, каталанский, эльзасский, фламандский, пуатевинско-сентонжский и другие);
- возрастающее преобладание культуры Соединенных Штатов Америки посредством распространения их продукции в виде фильмов, телевизионных программ, музыки, одежды и продуктов питания, которые продвигаются через аудио и видео средства массовой информации, мировые унифицированные товары народного потребления (пицца, рестораны, фастфуд и т. п.).

Существуют несколько международных организаций, деятельность которых направлена на защиту сообществ и культур, находящихся под угрозой исчезновения, в частности, Survival International и ЮНЕСКО. Всеобщая декларация о культурном разнообразии, принятая ЮНЕСКО и одобренная 185 странами-участницами в 2001 году, представляет собой первый одобренный международный инструмент, предназначенный для защиты и продвижения культурного разнообразия и межкультурного диалога.
Созданная Европейской комиссией Сеть передовых научно-исследовательских центров «Устойчивое развитие в многоплановом мире» (известная как «SUS.DIV») в соответствии с декларацией ЮНЕСКО ставит перед собой цель исследовать взаимосвязь между культурным разнообразием и устойчивым развитием.